# 官健平
官健平（1913年—1999年），男，福建连城人（一作广东南雄）人，中华人民共和国政治人物，曾任中共湖南省委统战部部长，湖南省政协副主席，第三届全国人大代表。